# Русские в Бразилии
Русские в Бразилии — небольшая часть русского этноса, образовавшаяся главным образом в результате нескольких волн эмиграции в эту латиноамериканскую страну в XX веке. Численность русских в Бразилии почти невозможно оценить, но скорее всего, она составляет несколько тысяч человек. Большинство членов русской общины исповедует православие (особенно много староверов), также есть баптисты, пятидесятники и представители иных конфессий. Бразильские староверы сохраняют многие традиции и почти не смешиваются с местным населением.

## Формирование русской общины
Началом массовой миграции из России в Бразилию считается 1909 год, а всего за 1850—1912 годы в страну прибыло по бразильским данным легально 19,5 тысяч переселенцев из Российской империи. Современники называли другие цифры. Российский посланник в Южной Америке М. Э. Прозор в отчёте, опубликованном в 1905 году, оценил численность переселенцев из России в Бразилии в 60 тысяч человек]. По мнению Прозора, среди них было не более 250 православных русских (жили дисперсно и, как правило, были людьми образованными), остальные преимущественно переселенцы с западных окраин Российской империи — поляки, литовцы и русины. Кроме того, в городах Бразилии проживали около 10 тысяч российских евреев, в основном переселившихся из неудавшихся еврейских земледельческих колоний в Аргентине. Также имеются оценки численности русских в Бразилии приблизительно в 200 тысяч.
Среди выходцев из Российской империи польская колония образовалась в штатах Парана и Рио-де-Жанейро, около Сан-Паулу поселились латыши, эстонцы, поляки и украинцы, немцы Поволжья, эстонцы и русские осели также в штате Санта-Катарина.
Вторая волна переселенцев связана с Белой эмиграцией и началась с прибытия в апреле 1921 года парохода «Рион», всего в Бразилии осело более 3 тысяч русских военнослужащих (в основном из эвакуированных частей Русской армии Врангеля).
Третья волна пришлась на 1947—1949 годы, когда бежали бывшие советские военнопленные, белые эмигранты из Европы, перемещённые лица из СССР. Также в 1952—1965 годы в Бразилию были эвакуированы русские староверы из Китая (они в своё время попали в Маньчжурию и Синьцзян, спасаясь от коллективизации из Приморья и Казахского Алтая), которые не желали жить при социалистическом режиме. Эвакуация проходила при поддержке Управления Верховного комиссара ООН по делам беженцев.

## Расселение

Открытие русского молитвенного дома в колонии Прата в Бразилии, около 1935

Русские староверы живут в основном в сельской местности — штаты Парана, Мату-Гросу, Гойяс и Токантинс, где занимаются выращиванием сои, фасоли, риса, хлопка и подсолнуха. Переселенцы первой дореволюционной волны основали город Кампина-дас-Миссойнс в штате Риу-Гранди-ду-Сул, где, по некоторым данным, их потомки составляют 20 % населения. Белая эмиграция в основном селилась в Сан-Паулу.

## Вклад русских переселенцев в развитие Бразилии
Русские староверы принесли в Бразилию неизвестные там сорта риса и гречихи, которые были восприняты местными фермерами.

## Организации поддержки русской культуры
В столице страны, городе Бразилиа, в составе посольства России действует представительство Россотрудничества, в задачи которого входит всестороннее развитие гуманитарных, научно-технических и информационных связей между Россией и Бразилией, помощь россиянам, а также просветительская деятельность.
Одним из старейших учреждений русской культуры в Бразилии является Бразильско-российский институт культуры имени М. Ю. Лермонтова, созданный в 1994 году в Рио-де-Жанейро при поддержке Генерального консульства России, мэрии города, Федерального университета Рио-де-Жанейро и Международной лермонтовской ассоциации. Институт представляет собой объединение деятелей культуры, как русских, так и бразильцев. Основная форма деятельности института: проведение концертов, литературных встреч, выставок, посвященных диалогу культур.
Другим центром русской культуры и эмиграции является город Сан-Паулу, в котором действует несколько русских обществ: «Надежда», «Волга». Здесь же находится филиал представительства Россотрудничества.
Русский язык изучают в трёх университетах Бразилии: в Университете Бразилиа, Университете Сан-Паулу и Федеральном университете Рио-де-Жанейро. Учебные заведения, общественные организации и частные лица проводят курсы русского языка для всех желающих, однако оформленной поддержки со стороны России эта практика на 2021 год не имеет. Значительному росту интереса к русскому языку и культуре среди бразильцев способствовал чемпионат мира по футболу 2018 года в России.